# デリック・ケーン
デリック・ケーン（Derrick Köhn、1999年2月4日）は、ドイツ・ハンブルク出身のサッカー選手。ハノーファー96所属。ポジションはDF。